# Advisio marketing
Advisio marketing s.r.o. (do 13. července 2023 psáno AdVisio marketing s.r.o.) je česká marketingová agentura, která poskytuje služby napříč tímto oborem (PPC, SEO, datová analytika, copywriting, e-mailing, správa sociálních sítí). Zpočátku se firma prezentovala pouze jmény majitelů v malé kanceláři v Ostravě, později se tým rozrostl a patří k největším agenturám na severní Moravě. Firma sídlí v Ostravě.
Od roku 2016 společnost pořádá každoročně vzdělávací marketingovou konferenci s názvem MarketingON.

## Historie
Počátky firmy sahají až do roku 2006, kdy Radim Vašíček a Jiří Komár začali nad vznikem firmy uvažovat. Podnikání majitelů začalo v roce 2013, firma Advisio marketing vznikla v roce 2015.

## Ocenění
- Google Partner
- Meta Business Partner
- Certifikace Sklik
- Zlatý certifikovaný partner Mergado
- Heureka Partner
- Certifikovaný partner Bidding Fox[7]
- Certifikovaný partner CSS programu
- Shoptet Partner[8]